# Łapki (obwód witebski)
Łapki (biał. Лапкі; ros. Лапки) – wieś na Białorusi, w obwodzie witebskim, w rejonie brasławskim, w sielsowiecie Słobódka.

## Historia
W czasach zaborów w gminie Brasław, w powiecie nowoaleksandrowskim, w guberni wileńskiej Imperium Rosyjskiego.
W dwudziestoleciu międzywojennym wieś leżała w Polsce, w województwie nowogródzkim (od 1926 w województwie wileńskim), w powiecie brasławskim, w gminie Brasław a następnie w gminie Słobódka.
Według Powszechnego Spisu Ludności z 1921 roku zamieszkiwało wieś 111 osób, 97 było wyznania rzymskokatolickiego a 14 prawosławnego. Jednocześnie 107 mieszkańców zadeklarowało polską przynależność narodową a 4 białoruska. Było tu 21 budynków mieszkalnych. W 1931 w 21 domach zamieszkiwało 90 osób.
Miejscowość należała do parafii rzymskokatolickiej i prawosławnej w Brasławiu. Podlegała pod Sąd Grodzki w Brasławiu i Okręgowy w Wilnie; właściwy urząd pocztowy mieścił się w Brasławiu.